# Hunsrück
Hunsrück es una cordillera baja en Renania-Palatinado, Alemania. Limitada por los valles fluviales del Mosela (norte), el Nahe (sur), y el Rin (este), tiene su continuación con las montañas Taunus en el lado oriental del Rin, y al norte del Mosela, con las del Eifel; al sur del Nahe, se encuentra la región del Palatinado.
Muchas de las colinas no superan los 400 m. Hay varias cadenas de picos más altos en Hunsrück, todas con nombres propios: el (Schwarzwälder) Hochwald, el Idarwald, el Soonwald y el Binger Wald. El pico más alto es el Erbeskopf (816 m).
Ciudades destacadas en Hunsrück son Simmern, Kirchberg e Idar-Oberstein, Kastellaun y Morbach. El aeropuerto de Fráncfort-Hahn, un aeropuerto de transporte de mercancías y pasajeros de bajo coste, se encuentra también en la región.

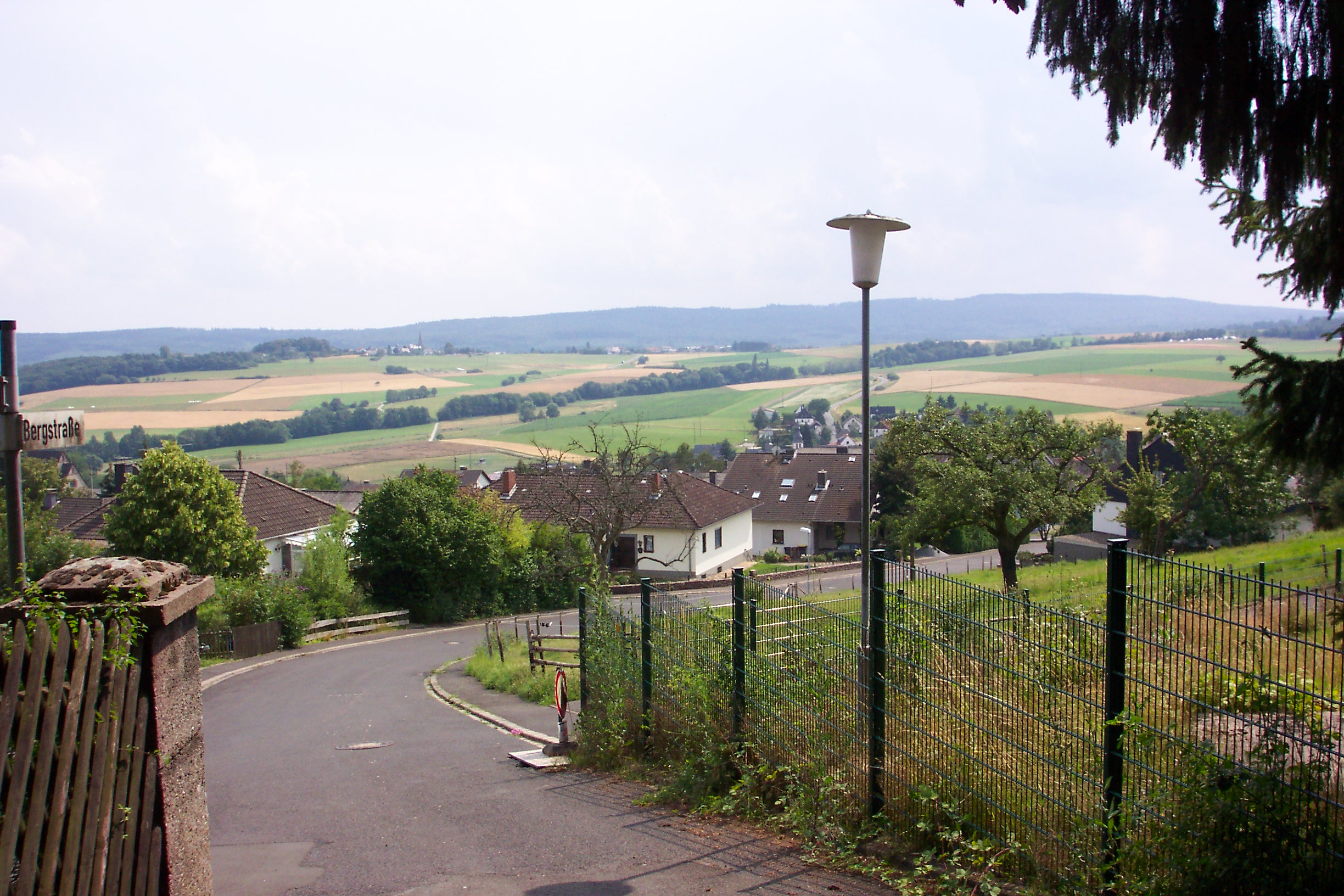
Una vista típica del paisaje de Hunsrück.

El clima en Hunsrück se caracteriza por un tiempo lluvioso. Se explota pizarra en estas montañas.

## En la cultura popular
La trilogía dramática alemana Heimat, dirigida por Edgar Reitz, examinó la vida del siglo XX de una pequeña villa de ficción en Hunsrück.